# Ismael Álvarez Rodríguez
Ismael Álvarez Rodríguez (Dehesas, Lleó, 13 de juliol de 1950) és un ex-polític espanyol.
Llicenciat en Dret, va ser regidor a Ponferrada entre 1991 i 2002, senador (1993-1996), alcalde de Ponferrada (1995-2002) i procurador a les Corts de Castella i Lleó (1999-2002). En 2002 va ser condemnat per assetjament sexual en el conegut com cas Nevenka.
Tots aquests càrrecs els va obtenir en les llistes del Partit Popular (a Espanya, els polítics poden ocupar diversos càrrecs simultàniament). En 2011 va tornar a la carrera política com a independent, al capdavant d'Independents Agrupats de Ponferrada.

## Trajectòria política
Va néixer a Dehesas, localitat pertanyent al municipi de Ponferrada (província de Lleó) el 13 de juliol de 1950.
L'any 1991 es presenta com a candidat a l'Alcaldia de Ponferrada pel Partit Popular, obtenint 9 regidors (el PSOE guanya les eleccions amb 11 regidors d'un total de 25, encara que perd la majoria absoluta de la que gaudia fins a aquest moment).
En les eleccions generals de 1993 va ser elegit senador.
A les eleccions municipals de 1995, el Partit Popular de Ponferrada amb Ismael Álvarez al capdavant, va obtenir la majoria relativa, amb 12 regidors. El suport de 3 regidors trànsfugues del PSOE fa que el partit Popular governi sense haver d'arribar a un pacte postelectoral o acord puntuals amb altres partits, gaudint d'una virtual majoria absoluta (a Espanya, els alcaldes no són escollits directament pels votants sinó entre els regidors).
Després de les eleccions municipals i autonòmiques de 1999 va ser triat procurador de les Corts de Castella i Lleó per la circumscripció electoral de Lleó en la V legislatura i obté una àmplia majoria en les eleccions municipals del seu municipi, Ponferrada, obtenint 16 regidors.
En les eleccions municipals del 2011, la seva nova formació, Independents Agrupats de Ponferrada, va obtenir cinc regidors, trencant així la majoria absoluta del PP encapçalat per Carlos López Riesco.

### Assetjament sexual
El 29 de maig de 2002 Ismael Álvarez va dimitir dels càrrecs d'alcalde i procurador a les corts autonòmiques a causa de la seva condemna per assetjament sexual en el que es va conèixer com a cas Nevenka.
El 26 de març de 2001 la regidora del seu propi grup Nevenka Fernández va presentar una querella criminal contra ell per assetjament sexual, que va acabar resolent el Tribunal Superior de Justícia de Castella i Lleó el 30 de maig de 2002, condemnant-lo a una multa de nou mesos a raó de 24 € per cada dia (és a dir, 6.480 €) més una indemnització de 12.000 €.
Al novembre de 2003, el Tribunal Suprem va rebaixar la multa a 2.160 € en eliminar l'agreujant de abús de superioritat, en considerar que no hi ha relació jeràrquica entre un alcalde i una regidora. El recurs d'empara presentada per Ismael Álvarez davant el Tribunal Constitucional va ser rebutjat el 27 de gener de 2005.
L'escriptor Juan José Millás va publicar el 2004 el llibre Hay algo que no es como me dicen: El caso de Nevenka Fernández contra la realidad, en el qual novel·lava el cas i el seu efecte sobre Nevenka Fernández.

### Tornada a la política
El 2 de setembre de 2010 Ismael Álvarez va anunciar la seva intenció de presentar-se de nou a les eleccions municipals, decisió que confirma el 2 de febrer de 2011 anunciant que es presentarà a les eleccions municipals però només pel municipi de Ponferrada. El seu partit polític Independents Agrupats de Ponferrada IAP, va aconseguir cinc regidors i és clau en el govern de la ciutat.
Al març de 2013, el seu partit, IAP, va pactar amb el PSOE de Ponferrada la presentació d'una moció de censura que nomenaria alcalde al socialista Samuel Folgueral. El dia 8 de març, es va aprovar la moció, i l'endemà, tal com havia pactat amb el PSOE, va presentar la seva renúncia com a regidor..